# 老方厅
老方厅是一座清代建筑，位于安徽省歙县许村镇许村村东升。
2019年，老方厅列为第八批安徽省文物保护单位。